# Четници — борбена герила
Четници — борбена герила (енгл. Chetniks! The Fighting Guerrillas) је амерички филм снимљен 1943. године у режији Луиса Кинга.
Првобитно име филма било је Седма колона (енгл. The Seventh Column), режирао га је Луис Кинг на основу текста Џека Ендруза, који је такође био сценариста. Филм су продуцирали Сол М. Вурцел и Брајан Фој. Филм је најављен у часопису Boxoffice у издању од 30. маја 1942: „Седма колона, прича заснована на подвизима генерала Драже Михаиловића, југословенског герилског вође”. Филм се појављује у каталогу Америчког филмског института за америчке игране филмове снимљене у периоду 1941—1950.
Филм је у првобитном штампаном огласу био представљен на сљедећи начин:
Најава — Најдирљивија слика објављена ове године! Узбуђење прати узбуђење у овој живој драми… која пламти из данашњих наелектрисаних наслова! Овог тренутка… уништава се нацистички воз…! Живи, воли, бори се са Дражом Михаиловићем и његовим борбеним герилцима.

## Радња
У уводној сцени приказане су њемачке трупе и тенкови како нападају Краљевину Југославију док бомбардери нападају главни град Београд. Када Њемачка, Италија, Мађарска и Бугарска нападну Југославију 6. априла 1941, пуковник Југословенске војске Дража Михаиловић формира герилску чету познату као четници, који покрећу покрет отпора против окупација сила Осовине. Михаиловићеве снаге тада се упуштају у напад на њемачке и италијанске снаге, приморавајући их да против њих употребе седам дивизија.
Четници заузимају италијански конвој за снабдијевање. Михаиловић се тада преко радио-станице јавља њемачког штабу у приобалном граду Котору и нуди размјену италијанских заробљеника за бензин. Огорчен, генерал Вермахта фон Бауер одбија понуду, али када Михаиловић запријети да ће обавијестити италијанску Врховну команду о својој одлуци, пуковник Гестапоа Вилхелм Брокнер наређује фон Бауеру да то учини.
Брокнер, који није успио да зароби Михаиловића, увјерен је да се његова супруга Љубица и њихово двоје дјеце, Нада и Мирко, крију у Котору. Планира да их искористи као таоце како би уцијенио Михаиловића да се преда. Брокнер упозорава грађане да ће свако ко буде ухваћен као помоћних породици Михаиловић бити погубљен и припрема депортацију 2000 мушкараца из Котора у нацистичку Њемачку.
Наталија, Брокнерова секретарица, шпијун је четника и заљубљена је у Алексу, једног од Михаиловићевих помоћника. Упозорени Наталијиним информацијама, четници нападају воз који преводи двије хиљаде затвореника и ослобађају их. Као одмазду, пуковник Брокнер је издао проглас по коме грађанима Котора неће бити подијељена храна док Љубица и њена дјеца не буду предати Нијемцима. Љубица покушава да се преда Брокнеру, али је зауставља Наталија, након чега Михаиловић тражи састанак са фон Бауером и Брокнером.
Након доласка Михаиловића у њемачки штаб, генерал фон Бауер изјављује да, откако је званична југословенска влада капитулирала, међународно право га не спрјечава да убије Михаиловића, иако се састају под заставом примирја. Михаиловић затим генералу откривао да четници држе његову супругу и ћерку као таоце, као и Брокнерову љубавницу, и да ће бити погубљени уколико грађани Котора не добију храну. Генерал љутито пушта Михаиловића и обезбјеђује оброке за Котор.
Михаиловићев син Мирко, демонстрирајући свој патриотизам, издаје свој прави идентитет својој њемачкој учитељици. Након одвођења Мирка, фон Бауер и Брокнер спроводе Љубицу до Михаиловићег планинског упоришта, а затим га обавјештавају да ће сваки мушкарац, жена и дијете у Котору бити погубљени уколико се четници не предају у року од 18 сати.
Михаиловић обавјештава Љубицу да не може да се преда. Затим се враћа у Котор да би утјешила дјецу. Михаиловић одмах организује план напада и шаље неке од својих људи на планински пријевој у Котору, гдје заваравају Нијемце чином предаје, док остатак четника са друге стране планине напада град.
Иако су Алекса, коме је било одређено да се инфилтрира у њемачку артиљеријску батерију, Нијемци заробили, Михаиловићев план успијева. Након интензивне битке, четници добијају контролу над Котором и ослобађају све заробљенике, укључујући и Михаиловићеву породицу.
У завршној сцени, Михаиловић емитује радио-поруку свим сународницима Југословенима да ће герилци наставити да се боре све док не стекну потпуну слободу за свој народ и протјерају окупаторске трупе Осовине.

## Улоге
| Глумац           | Улога                    |
| ---------------- | ------------------------ |
| Филип Дорн       | Дража Михајловић         |
| Ана Стен         | Љубица Михајловић        |
| Шепард Страдвик  | поручник Алекса Петровић |
| Вирџинија Гилмор | Наталија                 |
| Мартин Кослек    | пуковник Вилхелм Брокнер |
| Феликс Баш       | генерал фон Бауер        |
| Френк Лактин     | мајор Данило             |
| Патриша Прест    | Нада Михајловић          |
| Мерил Родин      | Мирко Михајловић         |
| Лирој Мејсон     | капетан Сава             |